# Comuna Hirkî, Sînelnîkove
Hirkî (în ucraineană Гірки) este o comună în raionul Sînelnîkove, regiunea Dnipropetrovsk, Ucraina, formată din satele Burhanivka, Hirkî (reședința), Nadejdîne, Treteakivka, Troiițke, Volodîmîrivske și Zaporizke.

## Demografie
Componența lingvistică a satului Hirkî
     Ucraineană (86,92%)
     Rusă (11,57%)
     Alte limbi (1%)
Conform recensământului din 2001, majoritatea populației satului Hirkî era vorbitoare de ucraineană (86,92%), existând în minoritate și vorbitori de rusă (11,57%).